# 傑佛遜 (紐約州)
傑佛遜（英語：Jefferson）是一個位於美國紐約州斯科哈里縣的鎮。

## 人口
根據2020年美國人口普查的數據，傑佛遜的面積為112.44平方千米，當中陸地面積為112.02平方千米，而水域面積為0.42平方千米。當地共有人口1333人，而人口密度為每平方千米12人。